# Zorritos (distrito)
Zorritos é um distrito peruano localizado na Província de Contralmirante Villar, região de Tumbes. Sua capital é a cidade de Zorritos.

## Transporte
O distrito de Zorritos é servido pela seguinte rodovia:
- PE-1N, que liga o distrito de Aguas Verdes (Região de Tumbes - Ponte Huaquillas/Aguas Verdes (Fronteira Equador-Peru) - e a rodovia equatoriana E50 - à cidade de Lima (Província de Lima)
- Tu-107, que liga a cidade ao distrito de Casitas[2][3][4]